# Reinhard Libuda
Pour les articles homonymes, voir Libuda.
Reinhard Libuda est un footballeur allemand né le 10 octobre 1943 à Wendlinghausen, mort le 25 août 1996 à Gelsenkirchen. Il évoluait au poste d'ailier droit. 
Cet international allemand réputé pour ses dribbles fut particulièrement célèbre pour avoir marqué le but victorieux de la finale de la Coupe des coupes 1966, offrant au Borussia Dortmund et à l'Allemagne, son premier titre européen. Surnommé "Stan" en référence à un autre dribbleur légendaire, l'anglais Stanley Matthews, il fut à son poste l'un des meilleurs joueurs allemands de sa génération. "Stan" Libuda fut aussi de la sélection allemande lors de la Coupe du monde 1970 au Mexique.

## Biographie
Formé à Schalke 04, le club de Gelsenkirchen, Libuda devient dès ses débuts en 1963 dans le championnat professionnel qui vient de se créer, l'une des stars de l'équipe. Ses qualités de dribbleur lui valent le surnom de "Stan", en référence à un autre grand dribbleur de l'histoire du football : Stanley Matthews, lui aussi évoluant au poste d'ailier droit. Sa popularité est telle qu'il sélectionné en équipe de RFA dès ses débuts en Bundesliga. 
En 1965, il délaisse Schalke 04 pour le grand rival du club de Gelsenkirchen, le Borussia Dortmund. L'année suivante, il est le héros de la finale de la Coupe des coupes qui oppose le club allemand au FC Liverpool. Alors que le score est de 1-1, il inscrit dans les prolongations, le but de la victoire à la 106e minute, en exécutant un lob de 25 mètres. Néanmoins, il ne reste que trois saisons à Dortmund. En 1968, il retourne au club de ses débuts: Schalke 04. Excepté une saison en France, au RC Strasbourg en 1972-1973, il réalise le reste de sa carrière sous les couleurs du club de Gelsenkirchen. 
En 1970, il fait partie de l'équipe allemande qui termine troisième de la Coupe du monde. Il marque un but lors du tournoi contre la Bulgarie. Le scandale des matchs achetés en 1971 ("Bundesligaskandal") porte un coup fatal à sa carrière. Impliqué dans le scandale, comme d'autres joueurs de Schalke 04, il est suspendu tout d'abord à vie avant que sa peine ne soit allégée à deux ans. Il doit s'exiler à l'étranger pour poursuivre sa carrière. 
Il dispute une saison au RC Strasbourg en 1972-1973. Néanmoins, cet événement sonne le glas de sa carrière internationale. Il revient à Gelsenkirchen en 1973 et termine sa carrière en 1976.
Il a des difficultés financières par la suite et décède en 1996 des suites d'une attaque, alors qu'il était atteint d'un cancer.

## Carrière
- 1961-1965 : Schalke 04  Allemagne
- 1965-1968 : Borussia Dortmund  Allemagne
- 1968-1972 : Schalke 04  Allemagne
- 1972-1973 : RC Strasbourg  France
- 1973-1976 : Schalke 04  Allemagne[1]

## Palmarès
- 26 sélections et 3 buts avec l'équipe d'Allemagne entre 1963 et 1971
- Troisième de la Coupe du monde 1970 avec l'Allemagne
- Vainqueur de la Coupe des Coupes en 1966 avec le Borussia Dortmund
- Vainqueur de la Coupe d'Allemagne en 1972 avec Schalke
- Vice-Champion d'Allemagne en 1966 avec le Borussia Dortmund puis en 1972 avec Schalke